# میمون شبگرد جزیره سیائو
میمون شبگرد جزیره سیائو (نام علمی: Tarsius tumpara) نام یک گونه از سرده شبگردمیمون‌ها است.